# Xã Viola, Quận Lee, Illinois
Xã Viola (tiếng Anh: Viola Township) là một xã thuộc quận Lee, tiểu bang Illinois, Hoa Kỳ. Năm 2010, dân số của xã này là 351 người.